# Eva Eusebie Popelovna z Lobkovic
Eva Eusebie Popelovna z Lobkovic, také z Lobkowicz (1574 – 1.[zdroj?] nebo 12. srpna 1624) byla česká šlechtična z rodu Popelů z Lobkovic, dcera Jiřího Popela z Lobkovic. Zapojila se do obhajoby svého otce, uvězněného za vzpouru proti císaři Rudolfu II., za což byla po jistou dobu vězněna.

## Život

### Mládí
Pocházela ze šlechtického rodu Popelů z Lobkovic, původem pocházejících z Polabí. Narodila se roku 1574 jako první potomek Jiřího (staršího) Popela z Lobkovic a Kateřiny z Lokšan (1530–1590, dříve ze Šternberka, rozené z Lokšan). Měla ještě mladší sestru Annu Marii († 9. 4. 1603). Otec se pohyboval ve vysokých politických kruzích v Praze sídlícího císaře Rudolfa II., od roku 1585 pak vykonával úřad nejvyššího zemského hofmistra. V šestnácti letech přišla o matku, která byla 6. května 1590 zavražděna svým šíleným synem Ferdinandem z prvního manželství. Téhož roku se svou sestrou položily základní kámen jezuitské koleje v Chomutově, patřícím do rodového majetku.

### Obhajoba Jiřího Popela

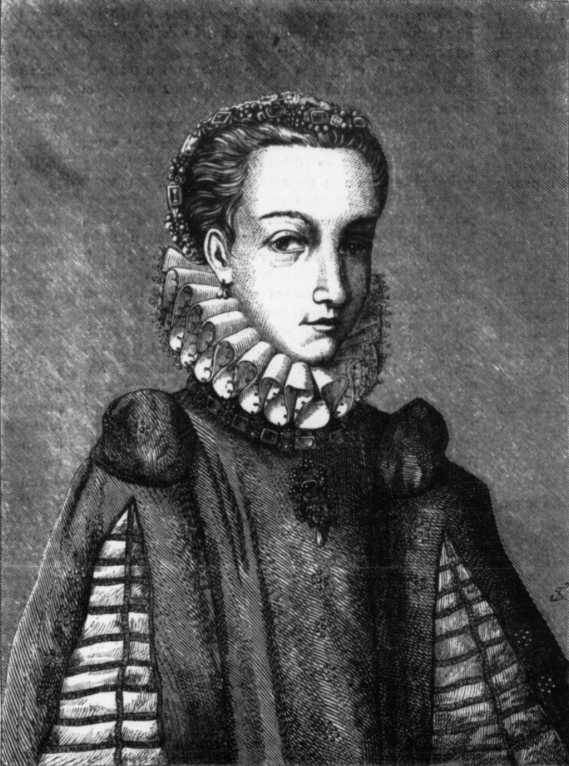
Portrét Evy Eusebie z Lobkovic (J. Scheiwl, Světozor, 1867)

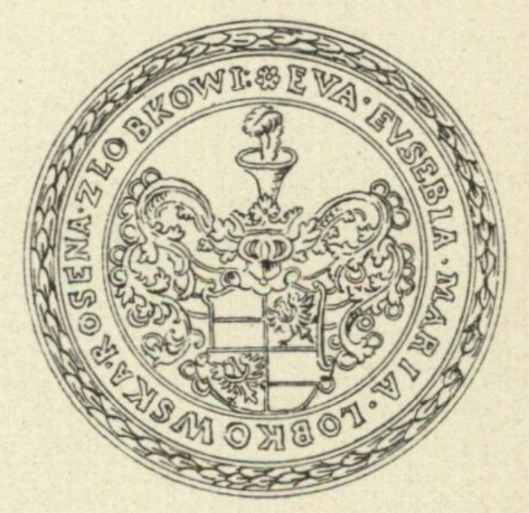
Pečeť Evy Eusebie

Jiří Popel roku 1593 zosnoval šlechtickou opozici proti Rudolfovi II. na českém zemském sněmu, za což byl roku 1594 pro urážku císařského majestátu odsouzen ke ztrátě úřadů i majetku a trestu smrti, posléze zmírněnému na doživotní vězení. Vězněn byl nejprve na Pražském hradě, posléze pak na hradě Líčkov, po jistou dobu s ním vězení sdílely také obě dcery. Na jeho pokyn se Eva Eusebie vypravila z Kladska, aby u Rudolfa II. v Praze žádala audienci a přimlouvala se v otcův prospěch. Poté, co byla císařem s audiencí odmítnuta, odeslala roku 1605, s jeho nepřímou dopomocí, list adresovaný zemskému sněmu v psaný v latině a němčině. Jeho autorem byl Filip Cluverius z Gdaňsku. List se snaží označit Jiřího Popela za nevinného a za strůjce vzpoury označuje Jáchyma Kolovrata. Poté, co císař odmítl přistoupit na ultimátum kladené v listu, obrana pak následně vyšla tiskem.
List vyvolal u císařského dvora pozornost. Eva Eusebie byla předvolána do Prahy, kde byla internována v ženském klášteře sv. Jiří na Pražském hradě, kde byla vyslýchána. Rovněž fakt, že autorem takového textu byla žena, působil v tehdejší společnosti pobuřujícím dojmem. Její I pod vlivem těchto okolností byl Jiří Popel byl pak převezen do Kladska a nakonec byl roku 1606 internován na hradě Loket, kde posléze zemřel. Nikdy pak přímo nepožádal císaře o milost a až do posledních dnů svého života vystupoval velmi sebevědomě. Datum jeho úmrtí není zcela jisté, nejpravděpodobněji se pak jeví datum 28. května 1607.
Po otcově smrti byla na konci května 1607 Eva Eusebie z kláštera propuštěna. Posléze se provdala za svého příbuzného Jana Mikuláše z Lobkovic, syna Ladislava III. Popela z Lobkowicz (1537–1609) a jeho manželky Magdaleny ze Salm-Neuburgu (1548–1607). Po manželově smrti roku 1614 se stala majitelkou panství Ledeč.

### Úmrtí
Zemřela 1.[zdroj?] nebo 12. srpna 1624. Pohřbena byla, dle záznamu Bohuslava Balbína, v kostele Nejsvětějšího Salvátora v pražském Klementinu.

### Odkaz
Její osobnost je zobrazena jakožto jedna z hlavních postav dramatu Král Rudolf II. od Vítězslava Hálka z roku 1862, pojednávající o osudech vzpoury Jiřího Popela. Zmiňuje ji mj. též spisovatelka Teréza Nováková ve svém díle o historii významných českých žen Slavín žen českých z roku 1894, která ji však označuje za autorku textu.